# Sankt Leonhard am Hornerwald
Sankt Leonhard am Hornerwald是奥地利下奥地利州克雷姆斯兰县的一个市镇。总面积51.57平方公里，总人口1185人，人口密度23.0人/平方公里（2005年）。